# 잠무 카슈미르 재조직법
잠무 카슈미르 재조직법은 잠무 지방, 카슈미르 지방, 라다크 지방으로 나뉜 잠무 카슈미르주를 잠무 카슈미르와 라다크의 연방 직할지로 재조직하는 법률이다. 무슬림들은 이에 반발하였다. 다만 주 고등법원은 두 연방 직할지의 지역 고등법원으로 남는다.